# C/2011 M1 (LINEAR)
C/2011 M1 (LINEAR) — одна з гіперболічних комет. Комета була відкрита 22 червня 2011 року, коли мала 18.6m.